# بلر لی یکم
بلر لی یکم (به انگلیسی: Blair Lee I) سناتور سابق عضو حزب دموکرات ایالات متحده آمریکا بود. وی در سال ۱۹۱۴ تا ۱۹۱۷ میلادی سناتور ایالت مریلند در سنای ایالات متحده آمریکا بود.